# 閭毗
閭 毗（りょ ひ、生年不詳 - 461年）は、北魏の外戚。柔然の出身。景穆恭皇后の兄にあたる。

## 経歴
柔然の郁久閭辰の子として生まれた。太武帝のとき、北魏に帰順した。妹（恭皇后）が東宮に入り、皇太子拓跋晃の妃となった。440年（太平真君元年）、妹が拓跋濬を生んだ。456年（太安2年）、閭毗は平北将軍の号を受け、河東公の爵位を受けた。この年のうちに侍中の任を加えられ、爵位は王に進んだ。後に征東将軍・評尚書事に転じた。461年（和平2年）4月、死去した。太尉の位を追贈された。
子の閭恵が後を嗣いだ。

## 伝記資料
- 『魏書』巻83上 列伝第71上
- 『北史』巻80 列伝第68